# Моя деревня на закате
«Моя деревня на закате» (кхмер. មាតុភូមិខ្ញុំនាថ្ងៃអស្ដង្គត) — камбоджийская романтическая драма Нородома Сианука, отца короля Камбоджи, снятая им в 1992 году в качестве режиссёра.

## Сюжет
После мирных соглашений 1991 года молодой и симпатичный доктор Сейха оставляет высокооплачиваемую работу в парижской клинике и приезжает в родную деревню в Камбодже в качестве врача-волонтера в сельской больнице. Большинство его пациентов — люди, пострадавшие от пехотных мин. Возникает любовный треугольник — он влюбляется в молоденькую медсестру Ниери, а в него влюблена его двоюродная сестра, учительница Дара, которая несчастлива замужем за героем войны. Сейха женится на Ниери, Дара уезжает в Пномпень искать счастья, её муж кончает жизнь самоубийством. Сейха с отрядом солдат уходит помогать в местность, густо напичканную минами…

## Интересные факты
- В главной роли доктора Сейха — нынешний монарх Камбоджи Его Величество король Нородом Сиамони.
- Многие сцены фильма сняты на фоне величественных храмов Ангкора

## Роли и исполнители
- Нородом Сиамони в роли доктора Сейха
- Сан Чария
- Рос Сарокун